# Dios y la nueva física
Dios y la nueva física (en inglés: God and the New Physics) es un libro de divulgación científica de 1984 escrito por el científico inglés Paul Davies.
El libro trata fundamentalmente sobre cosmología, aunque menciona otras ramas de la ciencia, como son: física, matemáticas, neurología y filosofía aunque también trata del rol de la religión en la sociedad.
En este libro, Davies sostiene que la ciencia proporciona en la actualidad un camino más seguro que las religiones tradicionales para llegar a Dios. Claro está que el dios al que llega poco tiene en común con el Dios personal creador del cristianismo; se trata más bien de una idea que presenta coincidencias con el panteísmo.[cita requerida] Davies alude al panteísmo como si fuera una idea generalizada entre los científicos; sería "la creencia vaga de muchos científicos de que Dios es la naturaleza o Dios es el universo". Y sugiere que, si el universo fuese el resultado de unas leyes necesarias, podríamos prescindir de la idea de un Dios creador, pero no de la idea de "una mente universal que exista como parte de ese único universo físico: un Dios natural, en oposición al sobrenatural".
Posteriormente, Davies se ha acercado a una percepción más teísta sobre Dios, y comparables con la teología religiosa.
El libro está escrito en un lenguaje sencillo para hacerlo comprensible a todo tipo de lectores: de principiantes a expertos.

## Ediciones
- Davies, Paul C. W. (1988). Dios y la nueva física. Salvat Editores. ISBN  978-84-345-8402-0.